# Marie Madeleine Gérard
Marie Madeleine Gérard (Arlon, 2 giugno 1901 – Mantes-la-Jolie, 11 marzo 1983) è stata una pittrice belga.

## Biografia
Unica figlia di Joseph-Gustave-Gérard e di Catherine-Théodorine-Léopoldine Marie Englebert, Marie Madeleine Gérard era la bimba coccolata di una coppia non più giovanissima.
Ben presto ella manifestò un indubbio talento e una spiccata inclinazione per il disegno. I genitori pertanto la affidarono, ancora giovinetta, a Évariste Carpentier, allora direttore dell’"Accademia reale di belle arti di Liegi". Di questa sua infanzia e prima giovinezza Marie Madeleine conserverà un ricordo triste: un grande senso di solitudine a fianco di genitori troppo isolati dal mondo e con aspirazioni e ideali che la escludevano dalle realtà dell'esistenza e le trasmettevano l'amaro sentimento di un futuro incerto.
All'età di quindici anni Madeleine realizzò un quadro che rappresentava la Santa Vergine alla maniera di Rubens. Parenti e amici rimasero impressionati e ricorsero spesso al suo talento per la decorazione di feste o per illustrazioni religiose. Persino le suore di un vicino convento le chiesero di dipingere delle piccole statuine per il loro presepio.
La prima mostra delle sue opere ebbe luogo a Liegi, nel 1920, all' "Opera degli Artisti". In seguito partecipò anche ai "Salons" triennali di Parigi.
Ma nel 1925 un grave trauma cerebrale rese precaria la vita di suo padre. Il conseguente deterioramento della salute fisica e psicologica dell'uomo colpì duramente Madeleine e sua madre. Madeleine, accasciata, accettò allora senza riflettere la proposta di matrimonio che le fece Maurice Bourguignon il 18 settembre 1929. Dalla loro unione nacque Roger, il 25 ottobre del 1930 a Bruxelles.
Solo qualche mese dopo il suo matrimonio, che le aveva conferito la nazionalità francese, Madeleine dovette accusare un duro colpo: dapprima la morte del padre e
appena l'anno seguente (1931) quella della madre. Ma oltre alla sofferenza per l'improvvisa scomparsa di una mamma che ella amava profondamente, Madeleine dovette patire anche una grave malattia alla tiroide che le impose diversi anni di cure.
Così, persi gli unici sostegni affettivi della sua vita, Marie Madeleine trovò sfogo e conforto nella pittura. Nel 1937 le sue opere, che ella firmava Marie-Madeleine Bourguignon, furono esposte a Bruxelles, nella sala Demar. Madeleine organizzò nel 1939 una mostra privata nell'atelier che possedeva a Bruxelles, in avenue de la Couronne. E nel 1941 e 1943, delle nuove mostre alla galleria della "Toison d’or" a Bruxelles, prelusero a quella tenuta presso la galleria Aghte ad Anversa, nel 1942. 
Dal 1941 la sua carriera raggiunse ben altra dimensione. Le sue capacità come ritrattista le procurarono delle commissioni sempre più importanti che assicurarono a lei e a suo marito un livello di vita assai più confortevole: fu questo un periodo artistico assai felice. Madeleine lavorò intensamente, ritraendo personaggi celebri e personalità eminenti che affollarono il suo spazioso atelier. E quando scendeva la sera, Madeleine si metteva volentieri al pianoforte, che suonava perfettamente. Qualche anno più tardi incontrò la regina Elisabetta II che le ordinò un ritratto dello Scià di Persia da porre a Buckingham Palace.
Ma il contrasto fra una vita professionale brillante e una vita personale, intima, del tutto vuota, a fianco di un uomo che non divideva con lei nessun interesse
e con lei non aveva alcuna affinità, le divenne sempre più penoso, finché, sotto l'influenza di un nuovo affetto, nel 1944 Madeleine si decise a lasciare il marito. Cambiò casa e fece portare tutti i suoi effetti personali e il materiale di lavoro nel suo nuovo atelier in rue des Tongres, sempre a Bruxelles. I suoi quadri erano ancora firmati Mady-Bourguignon-Gérard, ma dopo poco tempo ella iniziò a firmarli con il solo nome da ragazza: Marie-Madeleine Gérard.

Iniziò subito a predisporre attivamente la sua prossima mostra a Bruxelles che doveva aver luogo nel novembre del 1945 alla galleria dell’ "Art belge", quando, all'improvviso, il 15 agosto del 1945, ebbe un fortissimo abbassamento della vista, che del resto non era mai stata buona. Dopo un lungo periodo di inattività e delle cure del tutto inadeguate, si recò da un famoso chirurgo in Inghilterra. Fu operata ad ambedue gli occhi ma solo il destro si salvò appena. La sua forza di carattere le permise comunque di continuare a lavorare e di organizzare una mostra dei suoi quadri, vecchi e nuovi, nel 1955, all'interno del suo nuovo atelier che aveva allestito in rue Tervueren.
Nel 1959, Madeleine lasciò definitivamente Bruxelles e trasferì il suo atelier a Parigi. Iniziò allora delle importanti ricerche storiche e artistiche su Frédéric Chopin, al quale ella aveva già dedicato numerose composizioni artistiche già dal 1954. Questa iniziativa fu oggetto di una importante esposizione presso la  "Società di storia e letteratura polacca" di Parigi, dal 5 al 18 gennaio del 1961. Ella, quindi, divenne anche membro attivo della "Biblioteca polacca di Parigi".
Alla fine degli anni 70 Madeleine divenne completamente cieca. Solo la vicinanza di alcuni amici fedeli le evitò la sofferenza della solitudine. Nel gennaio del 1981 lasciò l'appartamento parigino in rue Saint-Honoré e riparò in una casa di riposo presso Mantes-la-Jolie.
Si spense l'11 marzo del 1983, ed ora riposa nel cimitero di Froissy.

## Opere
L'Associazione "Marie-Madeleine Gérard", fondata da lei stessa con sede a Parigi, conserva le sue opere e i suoi archivi.